# عملیات بازار باز
عملیات بازار باز (به انگلیسی: Open market operation) (OMO) به خرید و فروشِ اوراق قرضه دولتی در بازار آزاد، برای گسترش یا انقباض میزان پول در سیستم بانکی گفته می‌شود، که توسط بانک‌های مرکزی کشورها انجام می‌شود. خریدها به سیستم بانکی پول تزریق می‌کنند و رشد اقتصادی را افزایش می‌دهند، در حالی که فروش‌ها عکس این را انجام می‌دهند.
عملیات بازار باز از ابزارهای اصلی در سیاست‌های پولی یک کشور است. (نرخ تنزیل و ذخیره لازم نیز ابزارهای دیگر هستند) هدف خزانه‌داری فدرال آمریکا در استفاده از این تکنیک، تنظیم نرخ منابع فدرال است. نرخی که بر اساس آن بانک‌ها از یکدیگر قرض می‌گیرند.
عملیات بازار باز می‌تواند اهداف متفاوتی را دنبال کند. در بسیاری کشورها مهم‌ترین وظیفه بانک مرکزی کنترل نرخ تورم است که این کنترل از طریق عملیات بازار باز صورت می‌گیرد. در کشورهایی که نرخ برابری ارز را کنترل می‌کنند، عملیات بازار باز با هدف کنترل نرخ ارز صورت می‌گیرد.

## چگونگی عملکرد عملیات بازار باز
از آنجا که در حال حاضر بیشتر پول به صورت الکترونیکی وجود دارد و نه به صورت کاغذی، عملیات بازار باز صرفاً با افزایش یا کاهش الکترونیکی (اعتباری یا بدهی) مبلغ پول پایه که یک بانک در حساب ذخیره خود در بانک مرکزی آن را دارد (یعنی ریال یا دلار یا یورو و…) انجام می‌شود؛ بنابراین، این روند به معنای واقعی کلمه نیاز به پول جدید ندارد.
با این حال، وقتی فرد تقاضای اسکناس می‌کند، این درخواست اسکناس باعث می‌شود که در ازای کاهش تعادل الکترونیکی، بانک مرکزی نیاز به چاپ ارز را افزایش دهد.
در صورت افزایش تقاضا برای پول پایه، بانک مرکزی در صورت تمایل به حفظ نرخ بهره کوتاه مدت، باید عمل کند. این کار را با افزایش عرضه پول پایه انجام می‌دهد.
بانک مرکزی برای خرید دارایی مالی مانند  اوراق قرضه دولتی به بازار باز می‌رود. برای پرداخت این دارایی‌ها، ذخایر بانکی در قالب پول پایه جدید (به عنوان مثال وجه نقد تازه چاپ شده) به بانک فروشنده منتقل می‌شود و به حساب فروشنده اعتبار می‌یابد.
بنابراین، مقدار کل پول پایه در اقتصاد افزایش می‌یابد. برعکس، اگر بانک مرکزی این دارایی‌ها را در بازار باز بفروشد، میزان مبلغ پول پایه ای که توسط بانک خریدار نگهداری می‌شود کاهش می‌یابد و به‌طور مؤثر پول پایه را کاهش می‌دهد.
این روند کار می‌کند زیرا بانک مرکزی این اختیار را دارد که بتواند پول را وارد چرخه یا از آن خارج کند. آنها تنها نقطه با توانایی نامحدود در کل سیستم برای تولید پول هستند. یک سازمان دیگر ممکن است برای یک دوره زمانی بتواند بر بازار باز تأثیر بگذارد، اما بانک مرکزی همیشه قادر خواهد بود با عرضه نامحدود پول بر نفوذ خود غلبه کند.
نکته جانبی: کلیه دولتهای کشورهایی که دارای ارز آزاد شناور هستند و به هیچ کالایی یا ارز دیگری متصل نیستند، ظرفیت مشابهی برای تولید مقدار نامحدود دارایی‌های خالص مالی (اوراق قرضه) دارند، اما این ظرفیت برای دستیابی به سایر اهداف سیاسی مانند بیکاری یا رشد میزان خدمات مختلف عمومی (نظامی، آموزش، بهداشت و غیره) استفاده می‌شود، و نه صرفاً برای نرخ بهره.

## رابطه نظری با نرخ بهره

مکانیسم عملیات بازار آزاد: الگوی عرضه-تقاضا برای بازار ذخایر

نظریه اقتصادی کلاسیک رابطه متمایز بین عرضه پول بانک مرکزی و نرخ سود کوتاه مدت را بیان می‌کند: مانند کالا، تقاضای بیشتر برای پول باعث افزایش نرخ بهره می‌شود. در صورت افزایش تقاضا برای پول پایه، بانک مرکزی در صورت تمایل باید برای حفظ نرخ بهره کوتاه مدت عمل کند. این کار را با افزایش عرضه پول پایه انجام می‌دهد: برای خرید یک دارایی مالی مانند اوراق قرضه دولتی به بازار آزاد می‌رود. برای پرداخت این دارایی‌ها، پول جدید بانک مرکزی در حساب لورو فروشنده ایجاد می‌شود و مبلغ کل پول پایه را در اقتصاد افزایش می‌دهد. برعکس، اگر بانک مرکزی این دارایی‌ها را در بازار آزاد بفروشد، مبلغ پایه کاهش می‌یابد.
از نظر فنی، این روند کار می‌کند زیرا بانک مرکزی این اختیار را دارد که بتواند پول را داخل و خارج کند. این تنها نکته در کل سیستم با توانایی نامحدود در تولید پول است. یک سازمان دیگر ممکن است برای یک دوره زمانی بتواند بر بازار آزاد تأثیر بگذارد، اما بانک مرکزی همیشه قادر خواهد بود با عرضه نامحدود پول بر نفوذ خود غلبه کند.
کشورهایی که ارز آزاد شناور دارند و به هیچ کالایی یا ارز دیگری متصل نیستند، ظرفیت مشابهی برای تولید مقدار نامحدود دارایی خالص مالی (اوراق قرضه) دارند. قابل درک است که دولت‌ها دوست دارند از این ظرفیت برای رسیدن به اهداف سیاسی دیگر مانند هدف قرار دادن نرخ بیکاری یا اندازه نسبی خدمات مختلف عمومی (ارتش، آموزش، بهداشت و غیره) استفاده کنند و بیشتر از هر نرخ ویژه ای نباشند. با این وجود بانک مرکزی با قراردادی مانع از کنار آمدن چنین مطالبات می‌شود، و فقط باید در ازای دارایی‌های واجد شرایط، پول بانک مرکزی را تولید کند

## اهداف ممکن
- هدف قرار دادن تورم، عملیات بازار آزاد نرخ سود کوتاه مدت خاص در بازارهای بدهی را هدف قرار می‌دهد. این هدف برای دستیابی و حفظ نرخ تورم به‌صورت دوره ای تغییر می‌کند. با این حال، انواع دیگر سیاست‌های پولی نیز نرخ بهره را هدف قرار می‌دهند: صندوق ذخیره فدرال ایالات متحده، بانک مرکزی انگلیس و بانک مرکزی اروپا برای هدایت عملیات بازار آزاد از تغییرات در نرخ بهره استفاده می‌کنند.
- علاوه بر هدف قرار دادن نرخ بهره، اهداف احتمالی دیگر عملیات بازارهای آزاد نیز وجود دارد. هدف دوم احتمالاً کاهش عرضه پول است، همان‌طور که در اواخر دهه ۱۹۷۰ تا اوایل دهه ۱۹۸۰ در آمریکا تحت سرپرست فدراسیون فدرال پولک ولکر صورت گرفت.
- عملیات بازار آزاد برای دستیابی و حفظ نرخ ارز ثابت در رابطه با برخی از ارزهای خارجی استفاده می‌شود.
- طبق استاندارد طلا، نوشته‌ها قابل تبدیل به طلا هستند، بنابراین می‌توان از عملیات بازار آزاد استفاده کرد تا ارزش پول فیات را نسبت به طلا ثابت نگه دارد.
- یک بانک مرکزی همچنین می‌تواند ترکیبی از سیاست‌ها استفاده کند که بسته به شرایط تغییر می‌کند. یک بانک مرکزی ممکن است نرخ ارز خود را در سطوح مختلف افزایش دهد. در عوض این ممکن است یک سبد ارز خارجی را به جای یک ارز واحد هدف قرار دهد. در برخی موارد این امکان وجود دارد که برای دستیابی به نتایج پولی از وسایل اضافی به غیر از عملیات بازار آزاد مانند تغییر در نیازهای ذخیره یا کنترل سرمایه استفاده کند.

## نحوه انجام عملیات بازار باز

### ایالات متحده
در ایالات متحده، از سال ۲۰۰۶، فدرال رزرو هدف نرخ بهره را برای بازار صندوق‌های فدرال تعیین می‌کند. هنگامی که نرخ واقعی صندوق‌های فدرال از هدف بالاتر باشد، بانک مرکزی فدرال رزرو نیویورک معمولاً میزان عرضه پول را از طریق توافق نامه خرید مجدد افزایش می‌دهد، که در آن بانک فدرال به بانک‌های تجاری وام می‌دهد. هنگامی که نرخ واقعی صندوق‌های فدرال کمتر از هدف باشد، فدرال رزرو معمولاً از طریق بازپرداخت معکوس، که در آن بانک‌ها اوراق بهادار را از بانک فدرال خریداری می‌کنند، عرضه پول را کاهش می‌دهند. فدرال رزرو با هدف کنترل نرخ بهره کوتاه مدت و عرضه پول عملیات باز بازار را انجام می‌دهد. این عملیات در دو دسته قرار می‌گیرد: عملیات پویا در بازار آزاد برای تغییر سطح ذخایر و پایه پولی در نظر گرفته شده‌است و عملیات دفاعی در بازار آزاد برای جبران حرکات در سایر فاکتورهای تأثیرگذار بر ذخایر و پایه پولی از جمله تغییر در خزانه داری در نظر گرفته شده‌است. در ایالات متحده، فدرال رزرو بیشتر از موافقت نامه‌های خرید مجدد برای ایجاد موقت پول یا بازپرداخت معکوس برای از بین بردن موقت پول، که جبران تغییرات موقتی در سطح ذخایر بانکی است، استفاده می‌کند. فدرال رزرو همچنین از طریق سیستم حساب بازار آزاد(SOMA) به همراه مدیر خود بر روی میز معاملات در بانک ذخیره نیویورک ، خرید و فروش کامل اوراق بهادار را انجام می‌دهند. تجارت اوراق بهادار در SOMA تعادل ذخایر بانکی را تغییر می‌دهد و این نیز بر نرخ بهره کوتاه مدت تأثیر می‌گذارد. مدیر SOMA مسئول تجارت است که منجر به نرخ بهره کوتاه مدت در نزدیکی نرخ هدف تعیین شده توسط کمیته بازار باز فدرال (FOMC) می‌شود، یا با خرید کامل اوراق بهادار پول ایجاد می‌کند. به ندرت باعث می‌شود که با فروش صریح اوراق بهادار پول را از بین ببرد. این معاملات با گروهی در حدود ۲۲ بانک و دلالان اوراق بهادار به نام فروشندگان اصلی انجام می شود.
با تغییر حساب ذخیره بانکی پول ایجاد می‌شود یا از بین می‌رود. فدرال رزرو از دهه ۱۹۲۰ از طریق میز بازار آزاد در بانک مرکزی فدرال نیویورک و به سرپرستی کمیته بازار آزاد فدرال فعالیت‌های بازار آزاداز این طریق انجام داده‌است. عملیات‌های بازار باز همچنین تورم را کنترل می‌کنند زیرا وقتی صورت‌های خزانه به بانک‌های تجاری فروخته می‌شود، باعث کاهش عرضه پول می‌شود.

#### منطقه یورو
بانک مرکزی اروپا برای عملکرد خود سازوکارهای مشابهی دارد. این روش‌های خود را به عنوان یک رویکرد چهار لایه با اهداف مختلف توصیف می‌کند: در کنار هدف اصلی خود برای هدایت و هموار سازی نرخ یورو در حالی که مدیریت وضع نقدینگی را در بازار انجام می‌دهد، بانک مرکزی اروپا نیز با هدف عملکرد سیگنال سیاست پولی را انجام می‌دهد. اینها دسته اصلی عملیات بازپرداختی هستند که بسته به نتیجه مطلوب می‌توانند بکار روند:
- عملیات بازپرداخت اصلی هفتگی به‌طور منظم (MRO) با سررسید یک هفته
- عملیات بازپرداخت بلند مدت ماهانه (LTRO) نقدینگی را برای بخش مالی تأمین می‌کند، در حالی که موقت است
- «عملیات تنظیم دقیق» با هدف صاف کردن نرخ بهره ناشی از نوسانات نقدینگی در بازار از طریق معاملات معکوس یا صریح، مبادلات ارزی و جمع‌آوری سپرده‌های مدت زمان مشخص
- «عملیات ساختاری» برای تنظیم مواضع ساختاری بلند مدت بانک‌های مرکزی در مقابل بخش مالی استفاده
- عملیات بازپرداخت از طریق مکانیسم حراج انجام می‌شود. بانک مرکزی اروپا میزان نقدینگی مورد نظر خود را برای حراج (موسوم به مبلغ اختصاص یافته) مشخص می‌کند و از بانک‌ها درخواست ابراز علاقه می‌کند. در یک مناقصه با نرخ ثابت، بانک مرکزی اروپا نرخ بهره را که مایل به وام دادن به آن است، مشخص می‌کند. در عوض، در مناقصه با نرخ متغیر، نرخ بهره مشخص نشده‌است و بانک‌ها برای دسترسی به نقدینگی موجود، علیه یکدیگر (مشمول حداقل نرخ پیشنهاد مشخص شده توسط بانک مرکزی اروپا) قرار می‌گیرند.
- حراج‌های MRO روز دوشنبه برگزار می‌شود، و تسویه حساب (یعنی پرداخت وجه) در چهارشنبه بعدی اتفاق می‌افتد. به عنوان مثال، بانک مرکزی اروپا در حراج خود در ۶ اکتبر ۲۰۰۸، ۲۵۰ میلیون یورو را در ۸ اکتبر با حداقل نرخ ۴٫۲۵ درصد در دسترس قرار داد. ۲۷۱ میلیون پیشنهاد دریافت کردند و مبلغ اختصاص یافته (۲۵۰) با میانگین وزنی ۴٫۹۹٪ اهدا شد.
- با این وجود، از اواسط اکتبر ۲۰۰۸، بانک مرکزی اروپا روش متفاوتی را به صورت موقت دنبال کرده‌است، نرخ ثابت MRO با «اختصاص کامل». در این حالت، بانک مرکزی اروپا نرخی را تعیین نمی‌کند اما میزان اعتبار موجود را نیز در اختیار شما قرار می‌دهد، و بانک‌ها می‌توانند به همان میزان که می‌خواهند درخواست کنند (با توجه به این که همیشه توانایی تأمین وثیقه کافی دارند). این رویه به دلیل بحران مالی سال ۲۰۰۸ ضروری شد و پیش‌بینی می‌شود در آینده پایان یابد.
- اگرچه عملیات بازپرداخت اصلی از مزایده‌های بازپرداخت با سررسید هفتگی و سررسید ماهانه است، اما عملیات بازپرداخت طولانی مدت (LTRO) نیز صادر می‌شود، که پس از سه ماه به‌طور سنتی بالغ می‌شوند. از سال ۲۰۰۸، اکنون مناقصه‌ها به مدت شش ماه، ۱۲ ماه و ۳۶ ماه ارائه می‌شود.

##### سوئیس
بانک ملی سوئیس (SNB) در حال حاضر نرخ فرانک سوئیس سه‌ماهه را هدف قرار داده‌است. روش اصلی تأثیر بانک ملی سوِییس بر نرخ LIBOR سه‌ماهه فرانک سوئیس از طریق عملیات بازار آزاد است که مهمترین ابزار سیاست پولی معاملات بازپرداخت است.

###### هند
عملیات بازار باز هند بسیار تحت تأثیر این واقعیت است که این کشور در حال توسعه است و جریان سرمایه در کشورهای توسعه یافته بسیار متفاوت است؛ بنابراین بانک مرکزی هند(RBI)، باید سیاست‌ها را بکار گیرد و از این طریق از ابزارها استفاده کند. قبل از اصلاحات مالی سال ۱۹۹۱، منبع اصلی بودجه و کنترل RBI بر اعتبار و نرخ بهره، نسبت ذخیره نقدی (CRR) و SLR (نسبت نقدینگی قانونی) بود. اما پس از اصلاحات، استفاده از CRR به عنوان ابزاری مؤثر مورد تأکید قرار گرفت و استفاده از عملیات بازار آزاد افزایش یافت. عملیات بازار باز در تنظیم [نقدینگی بازار] مؤثرتر هستند.
دو نوع عملیات بازار باز مورد استفاده بانک مرکزی هند:
1. خرید آشکار (PEMO): خرید یا فروش اوراق بهادار دولتی است. (دائمی)
2. قرارداد خرید (REPO): کوتاه مدت است و در معرض خرید مجدد است. با این حال، حتی پس از کنار گذاشتن CRR به عنوان یک ابزار، هنوز نقدینگی کمتری در بازار وجود داشت؛ و بنابراین، بنا به توصیه‌های گزارش کمیته نارسیمام (۱۹۹۸)، RBI یک مرکز تنظیم نقدینگی (LAF) گرد هم آورد. این در ژوئن سال ۲۰۰۰ آغاز شد، و برای نظارت بر نقدینگی به‌طور روزانه و نظارت بر نرخ بهره بازار تنظیم شده‌است. برای LAF، دو نرخ توسط RBI تعیین شده‌است: نرخ repo و نرخ repo معکوس. نرخ بازپرداخت در حین فروش اوراق بهادار به RBI (تزریق روزانه نقدینگی) قابل استفاده است، در حالی که وقتی بانک‌ها آن اوراق بهادار را خریداری می‌کنند (جذب روزانه نقدینگی) نرخ بازپرداخت معکوس اعمال می‌شود. همچنین، این نرخ بهره تعیین شده توسط RBI در تعیین سایر نرخهای بهره بازار نیز کمک می‌کند. هند هر روز ورود سرمایه‌های بزرگی را تجربه می‌کند، و حتی اگر سیاست‌های OMO و LAF توانستند از ورودها خودداری کنند، ابزار دیگری برای حفظ نقدینگی لازم بود؛ بنابراین، به توصیه کارگروه RBI در مورد ابزارهای استرلیزه کردن (دسامبر، ۲۰۰۳)، یک طرح جدید موسوم به طرح تثبیت بازار (MSS) تنظیم شد. LAF و OMO با مدیریت روزانه نقدینگی سر و کار داشتند، در حالی که MSS برای پاک سازی جذب نقدینگی و ماندگاری بیشتر آن تنظیم شده استبراساس این طرح، بانک مرکزی هند صورتحساب و اوراق بهادار دیگری برای جذب نقدینگی صادر می‌کند؛ و پول به حساب طرح ثبات بازار (MSSA) می‌رود. بانک مرکزی هند نمی‌تواند از این حساب برای پرداخت هر گونه بهره یا تخفیف استفاده کند و نمی‌تواند حق بیمه این حساب را بپردازد. دولت با همکاری بانک مرکزی هند مبلغ سقف موضوع این ابزارها را تعیین می‌کند.